# 6 основно училище „Св. Паисий Хилендарски“ (Кюстендил)
Шесто основно училище „Св. Паисий Хилендарски“ се намира в Кюстендил, България.
Основано е през 1966 година. В него се обучават ученици от 1 до 8 клас. Училището е с общинско финансиране. Намира се на ул. „Ефрем Каранов“ № 33.

## История
Училището отваря вратите си за първи път за ученици на 15 септември 1969 г. Официалното му откриване е на 5 декември 1970 г. Има 18 класни стаи, кабинети, физкултурен салон, ученически стол, спортни площадки.
До 1990 г. училището носи името Шесто основно училище „Ленин“, след това „Паисий Хилендарски“, а от 2004 г. „Св. Паисий Хилендарски“.
През 1995 г. ОУ „Паисий Хилендарски“ става член на българска асоциация "Училища утвърждаващи здраве”, реализирайки проекти и програми за изграждане на умения и навици за здравословен начин на живот сред училищната общност

## Материална база
Училището има 1200 кв. м застроена площ от училищна сграда, в която има: 19 учебни стаи; кабинети по химия, биология, история, изобразително изкуство, музика; 2 компютърни кабинета; физкултурен салон. В училищната библиотека има над 3000 тома художествена и научна литература. В двора на училището са разположени 3 футболни, 1 хандбално и 3 баскетболни игрища.

## Директори
Директори на училището от създаването му до днес са били:
- Стоил Тодоров Петров (1969 – 1977),
- Иван Петров Стоянов (1977 – 1985),
- Пенка Спасова Ангелова (1985 – 1991),
- Ане Илиев Анев (1991 – 1992),
- Камен Методиев Стоименов (1992 – 1994),
- Здравка Емилова Тасева (1994 – до днес).